# Юйчэн (Яань)
Юйчэ́н (кит. упр. 雨城, пиньинь Yǔchéng, буквально: «город дождя») — район городского подчинения городского округа Яань провинции Сычуань (КНР).

## История
При империях Цинь и Хань здесь существовал уезд Яньдао (严道县). При империи Западная Вэй был образован уезд Шиян (始阳县), а при империи Суй восстановлен уезд Яньдао. При империи Цин был создан уезд Яань (雅安县).
В 1939 году была создана провинция Сикан, и эти земли вошли в её состав. В 1951 году на части земель уезда Яань был образован город Яань. В 1951 году был образован Специальный район Яань (雅安专区). В 1955 году после ликвидации провинции Сикан Специальный район Яань был передан в состав провинции Сычуань. В 1958 году город Яань был расформирован, а его территория передана под юрисдикцию уезда Яань.
В 1970 году Специальный район Яань был переименован в Округ Яань (雅安地区). 9 сентября 1983 года уезд Яань был преобразован в городской уезд.
В 2000 году постановлением Госсовета КНР округ Яань был преобразован в городской округ; при этом территория городского уезда Яань стала районом Юйчэн в его составе.

## Административное деление
Район Юйчэн делится на 4 уличных комитета, 12 посёлков и 6 волостей.